# Casa Tauler (els Prats de Rei)
Casa Tauler és una casa dels Prats de Rei (Anoia) inclosa a l'Inventari del Patrimoni Arquitectònic de Catalunya.

## Descripció
Edifici de planta baixa i dos pisos, de planta irregular molt allargassada, seguint el traçat urbanístic de la vila.
A la façana principal, curiosament la més estreta de les dues, conserva una gran portalada adovellada de pedra saulonenca ben treballada.

## Història
La casa Tauler fou construïda a l'època gòtica, probablement al segle xvi. Ha sofert diverses reformes. Actualment, els propietaris realitzen algunes obres de recerca d'elements arquitectònics de l'època en la qual fou construït l'edifici.